# Споживча варта
«Споживча варта» — щомісячний інформаційно-аналітичний журнал.
Видається з липня 2010.
Видавець: ДП «Український центр з питань сертифікації та захисту прав споживачів».
Головний редактор: Володимир Захаров.